# Resau
Resau ist ein Wohnplatz im Ortsteil Bliesendorf der Stadt Werder (Havel) im Landkreis Potsdam-Mittelmark in Brandenburg. Resau entstand vor 1580 als Vorwerk auf der Feldmark des wüst gewordenen mittelalterlichen Dorfes Lütkendorf. 2012 wohnten elf Menschen in Resau.

## Geographische Lage
Resau liegt im südlichen Teil der Gemarkung von Bliesendorf im Südwesten des Stadtgebietes von Werder (Havel), 3,3 km Luftlinie südwestlich des Ortskerns von Bliesendorf und 3,7 km nordöstlich von Emstal (Ortsteil der Gemeinde Kloster Lehnin) mitten in einem größeren Waldgebiet (Bliesendorf Heide/Plessower Heide).

## Geschichte
Resau wurde 1580 erstmals erwähnt (Risow). Es war damals eine Schäferei, die von einem Pachtschäfer mit zwei Schäferknechten betrieben wurde. Das Vorwerk gehörte dem Hans (XIII.) v. Rochow (1550–1622), der 1577 die väterlichen Güter übernommen hatte. Ob das Vorwerk von ihm oder bereits von seinem Vater Hans (X.) v. Rochow (1529–1569) aufgebaut worden war, ist nicht bekannt. Resau war auf der Feldmark des nach 1450 wüst gewordenen Dorfes Lütkendorf angelegt worden. Die wüste Dorfstelle liegt aber östlich des heutigen Wohnplatzes an der Grenze zur Gemarkung Ferch.
Die Bedeutung des Namens bzw. die Herkunft des Namens ist wegen des sehr späten Belegs unklar. Reinhard E. Fischer diskutiert eine mögliche polabische Herkunft von Grundformen wie Rysov=Luchs oder Rězov=Einschnitt, Kerbe. Gegen die erste Möglichkeit spricht das stimmhafte z im Deutschen, gegen die zweite Möglichkeit die Umwandlung des e in ein i (nach dem ersten Beleg). Auch eine Herleitung aus dem Deutschen zu mittelniederdeutsch ouwe(e), wasserreiches, fruchtbares Land, Aue ist denkbar.
Im Dreißigjährigen Krieg wurde das Vorwerk zerstört, 1652 lag es „öde und wüst“. Bis Mitte des 18. Jahrhunderts war es wieder aufgebaut. Bis 1805 hatten sich auch drei Büdner und sieben „Einlieger“ angesiedelt. Der Ort zählte elf Feuerstellen und 44 Einwohner. Er gehörte dem Kammerherrn Friedrich Ludwig von Rochow, zu Plessow gesessen, und Erbauer vom neuen Gutshaus Plessow. 1817 war der damalige Rittmeister und spätere Oberstleutnant und Hofmarschall Hans Karl Dietrich von Rochow Eigentümer von Resau. 1837 gab es neun Wohnhäuser, in denen 69 Menschen lebten. Von nun an war die Einwohnerzahl rückläufig. 1858 wurden acht Wohnhäuser und 16 Wirtschaftsgebäude gezählt, 1895 lebten in sechs Wohnhäusern noch 17 Einwohner. Um 1900 wurde das Vorwerk Resau durch den Gutsbesitzer Ritterschaftsrat Friedrich Ludwig VII. von Rochow-Plessow in eine Gutsförsterei umgewandelt. 1928 wurde der Gutsbezirk aufgelöst und gemäß den gesetzlichen Vorgaben mit der Gemarkung der Gemeinde vereinigt, die Försterei wurde nun als Revierförsterei Resau weiter geführt. Letzter Gutsbesitzer bis zur Bodenreform war der Major d. R. Hans Wichard von Rochow-Stülpe a. d. H. Plessow (1898–1945). Um 1973 wurde die Revierförsterei nach Göhlsdorf verlegt. Sie heißt auch heute noch Revierförsterei Resau.

### Politische Geschichte
Bereits bei seiner urkundlichen Erstnennung im Jahr 1580 gehörte Resau der Familie v. Rochow bzw. damals Hans (XIII.) v. Rochow. Es blieb nachweislich der Güteradressbücher von Niekammer im Besitz dieser Familie bis Mitte des 20. Jahrhunderts. Die Gerichtsbarkeit übten die von Rochow, wie für alle Gutsbesitzer in Brandenburg-Preußen festgelegt, bis 1872 aus. Es gehörte danach zum Gutsbezirk bzw. Gemeindebezirk Kammerode. Gemeindebezirk und Gutsbezirk wurde 1928 zunächst mit Ferch, dann mit Bliesendorf vereinigt. 1931 und 1937 war Resau ein Wohnplatz von Bliesendorf. Heute ist Resau ein Wohnplatz der Stadt Werder (Havel) auf der Gemarkung des Ortsteils Bliesendorf.

### Bevölkerungsentwicklung
| Jahr      | 1772 | 1801 | 1817 | 1837 | 1858 | 1871 | 1885 | 1895 | 1905 | 1925 |
| --------- | ---- | ---- | ---- | ---- | ---- | ---- | ---- | ---- | ---- | ---- |
| Einwohner | 28   | 44   | 44   | 69   | 55   | 34   | 24   | 17   | 20   | 16   |

- Quelle:[9]

## Der Spuk von Resau
In den Jahren 1888/1889 beschäftigte der Spuk von Resau die Polizei und Behörden. In Resau flogen auf unerklärliche Weise Töpfe, ein Trichter, eine Bratpfanne und Schinkenknochen durch die Luft. Scheiben wurden eingeworfen, Kühe mit Steinchen beworfen, ohne dass jemand dabei beobachtet werden konnte. Die Zeugen des „Spuks“ waren vor allem ältere Leute, aber auch ein Pastor Dr. Müller, der die merkwürdigen Flugbahnen der Wurfgeschosse beschrieb. Der Vorfall rief auch Berliner „Spiritisten“ auf den Plan und zog mehrere Publikationen nach sich. Schon bald fiel der Verdacht auf den Bauernjungen Karl Wolter. Er machte sich verdächtig, weil er sich über die Vorfälle lustig machte, während die vom „Spuk“ Betroffenen völlig entsetzt waren. Es spukte auch nur, wenn er anwesend oder zumindest in Resau war. Zwar konnte man ihm nichts direkt beweisen, und er gestand auch nicht, aber das Amtsgericht in Werder (Havel) verurteilte ihn im Januar 1889 dennoch zu 14 Tage Gefängnis und vier Wochen Haft. Das Gericht stellte fest, dass „Spuk“ eine wissenschaftlich unzulässige Hypothese zur Erklärung der Vorfälle in Resau sei. Auch in der Berufungsinstanz wurde das Urteil bestätigt. In der Verhandlung stellte sich zudem heraus, dass er bereits in der Schule durch sehr geschicktes Werfen mit kaum merklicher Handbewegung aufgefallen war. Von April 1889 an trat er in den Vorstellungen des damals bekannten Taschenspielers und Hofzauberkünstlers Karl Rößner auf, der ihn wegen seiner Fähigkeiten bei Taschenspielertricks als Gehilfen einsetzte. Schließlich sei noch bemerkt, dass, seit er Resau verlassen hatte, es dort nie wieder spukte.

## Ein Windpark in Planung
Resau liegt mitten in einem von der Prokon Unternehmensgruppe geplanten, 9,4 Quadratkilometer großen Windpark. Dort könnten nach Vorstellungen der Regionalplanung Havelland-Fläming 45 bis zu 200 Meter hohe Windkraftanlagen aufgestellt werden. Inzwischen hat sich in Bliesendorf eine Bürgerinitiative gebildet, die sich gegen die Pläne stellt. Mehrere private Waldbesitzer, darunter auch die Kirchengemeinde Bliesendorf haben erklärt, dass sie ihre Waldflächen für den geplanten Windpark nicht zur Verfügung stellen. Die Kirchengemeinde fasste diesen Beschluss auch explizit mit Rücksicht auf die Bewohner von Resau, die zwar in einem Abstand von 600 m aber von drei Seiten, von dem Windpark umschlossen wären.

## Sehenswürdigkeiten
Zwischen Bliesendorf und Resau, bereits südlich der Autobahn wird eine Findlingsgruppe als „Die drei dicken Männer von Resau“ (oder auch als „Die Drei Dicken Männer von Bliesendorf“) bezeichnet.
Das Forstgehöft, bestehend aus Wohnhaus und Wirtschaftsgebäude, wurde um 1900 errichtet bzw. erneuert, als das Vorwerk in eine Försterei umgewandelt wurde. Das Wohnhaus, ein gelber Sichtziegelbau von fünf Achsen Breite und Walmdach, enthält noch einige Wände eines älteren Fachwerkbaues.